# Hydraena meschniggi
Hydraena meschniggi är en skalbaggsart som beskrevs av Pretner 1929. Hydraena meschniggi ingår i släktet Hydraena och familjen vattenbrynsbaggar. Inga underarter finns listade i Catalogue of Life.